# ماشيكي
ماشيكي هي بلدية في اليابان، وبلدة في اليابان، تقع في Rumoi Subprefecture ‏، بلغ عدد سكانها 4,399 نسمة وذلك حسب إحصائيات سنة 2018، تبلغ مساحتها 369.68 كيلومتر مربع.

## الموقع
تشترك في الحدود مع:
- روموي، هوكايدو.